# Праведный халиф
Пра́ведный хали́ф (араб. الخليفة الراشد‎, al-Khulafā’u r-Rāshidūn) — в суннитской традиции титул первых четырёх халифов: Абу Бакра, Умара, Усмана и Али, а также должность главы Праведного халифата и всех мусульман мира.

## Список праведных халифов
| № | Каллиграфия имени | Халиф                                             | Начало срока   | Конец срока    | Продолжительность в днях | Прим.                |
| - | ----------------- | ------------------------------------------------- | -------------- | -------------- | ------------------------ | -------------------- |
| 1 |                   | Абу Бакр ас-Сиддик (573—634) араб. أبو بكر الصديق‎ | 8-9 июня 632   | 23 августа 634 | 805-806                  | [ 3 ] [ 4 ] [ 5 ]    |
| 2 |                   | Умар ибн аль-Хаттаб (590—644) араб. عمر بن الخطاب‎ | 23 августа 634 | 3 ноября 644   | 3725                     | [ 6 ] [ 7 ] [ 8 ]    |
| 3 |                   | Усман ибн Аффан (573/576—656) араб. عثمان بن عفان‎ | 6 ноября 644   | 17 июня 656    | 4241                     | [ 9 ] [ 10 ] [ 11 ]  |
| 4 |                   | Али ибн Абу Талиб (600—661) араб. علي بن أبي طالب‎ | 18 июня 656    | 28 января 661  | 1685                     | [ 14 ] [ 15 ] [ 16 ] |
| 5 |                   | Хасан ибн Али (625—670) араб. الحسن بن علي‎        | 29 января 661  | август 661     | 190                      | [ 17 ] [ 18 ] [ 19 ] |

## В других направлениях ислама
В ибадитском исламе праведными считаются только первый и второй халифы — Абу Бакр и Умар ибн Хаттаб.
В шиитском исламе праведным обычно считается только четвёртый халиф — Али ибн Абу Талиб. Однако в зейдитской ветви шиизма к первым трём халифам также относятся с большим почтением.
Пра́ведный халифа́т (араб. الخلافة الراشدية‎) — государство, созданное после смерти пророка Мухаммеда в 632 году. Халифат возглавляли четыре праведных халифа: Абу Бакр, Умар ибн аль-Хаттаб, Усман ибн Аффан и Али ибн Абу Талиб. Территория халифата включала Аравийский полуостров, Шам, Кавказ, часть Северной Африки от Египта до Туниса, Иранское нагорье и Среднюю Азию. Праведный халифат положил начало Арабскому халифату.

## Передача власти
С первых дней после своего назначения Абу Бакру пришлось столкнуться с трудностями. Некогда верные исламу арабские племена отошли от исламской общины, угрожая её единству и стабильности. Вероотступничество (ридда) началось ещё при жизни пророка Мухаммеда, однако войны с вероотступниками начались уже после его смерти. Отступничество было настолько большим, что оно затронуло все племена в Аравии, за исключением Хиджаза (Мекка и Медина), племена из Сакиф из ат-Таифа и Азд из Омана. Некоторые племена отказались выплачивать обязательную милостыню (закят), что тоже было расценено как отход от основных принципов ислама. Некоторые вожди племён сделали претензии на пророчество (Мусайлима, Саджах, Тулайха и др.).
В центральной Аравии движение отступничества возглавил лжепророк Мусайлима. Абу Бакр разделил мусульманскую армию на 11 отрядов, самым сильным из которых был отряд Халида ибн аль-Валида. Халид был направлен в самые трудные места и победил во всех сражениях, в том числе и Мусайлиму в Ямаме. В течение года продолжались военные действия против вероотступников, закончившиеся победой Абу Бакра и объединением арабских племён.
После подавления мятежей Абу Бакр начал завоевательные войны за пределами Аравийского полуострова. В 633 г. Абу Бакр послал Халида ибн аль-Валида в Ирак, который был одной из богатейших провинций Сасанидской империи. После этого он отправил 4 армии в Сирию и в 634 году перебросил туда же армию Халида ибн аль-Валида.
В 634 году Абу Бакр заболел и перед смертью завещал назначить халифом Умара ибн аль-Хаттаба. Новый халиф продолжил завоевательные войны против Сасанидов, Византии и Египта. Некогда сильные государства, Византия и государство Сасанидов изнурили друг друга, что позволило войскам Халифата легко одолеть их. К 640 году вся Месопотамия, Сирия и Палестина отошли под контроль Халифата. В 642 был захвачен Египет, а ещё через год — вся Персидская империя.
Умар ибн аль-Хаттаб заложил основы политической структуры Халифата. Он создал диван, эффективную систему налогообложения. Все наместники (амиры) назначались непосредственно халифом. Умар ввёл в обращение календарь, ведущий свой отчёт от переселения (хиджра) пророка Мухаммада из Мекки в Медину. В 644 году Умар был смертельно ранен персидским рабом Абу Лулу Фирузом.
Перед смертью Умар ибн аль-Хаттаб назначил совет из шести человек, которые должны были выбрать халифа из их числа. Все претенденты были курайшитами. Совет уменьшил количество претендентов до двух (Усман и Али) и избрал на пост халифа Усмана ибн Аффана.
Несмотря на внутренние проблемы, Усман продолжил завоевательные войны своих предшественников. Армия Халифата завоевала Северную Африку, прибрежные районы Пиренейского полуострова и полностью завоевала империю Сасанидов, дойдя до нижнего течения реки Инд. При Усмане завершилось собрание письменного текста Корана в единую книгу.
В 656 г. Усман ибн Аффан был убит не согласными с его политикой повстанцами.
После убийства третьего халифа сподвижники пророка Мухаммеда выбрали новым халифом Али ибн Абу Талиба. Вскоре после этого Али уволил ряд наместников, некоторые из которых были родственниками Усмана, и заменил их своими доверенными лицами. При Али столица Халифата была перенесена из Медины в Куфу.
После убийства Усмана часть населения Халифата во главе с аз-Зубайром, Тальхой и Аишей выступила с требованием наказать преступников. Собранная восставшими армия вошла в Басру и казнила около 600 подозреваемых в причастности к этому убийству. В Басру, для ведения переговоров с восставшими, прибыл халиф Али со своим войском и присягнувшими ему убийцами Усмана. Согласно суннитским источникам, виновные в смерти Усмана инициировали боевые действия, боясь, что переговоры между Али и восставшими закончатся их преследованием и казнью. Сражение между Али и восставшими является первой битвой между мусульманами и известно как «Битва верблюда». Халиф Али одержал победу, Талха и аз-Зубайр были убиты в бою, а жена пророка Мухаммада Аиша была отправлена в Медину в сопровождении Хасана ибн Али.
После этого наместник халифа в Сирии Муавия, который был родственником Усмана, отказался присягнуть халифу до тех пор, пока убийцы Усмана не будут наказаны. Между Али и Муавией произошла битва в Сиффине, закончившаяся третейским судом и исходом части недовольных (хариджиты). В результате Али потерял контроль над большей частью территории Халифата.
В 661 г. Али был убит хариджитом Ибн Мулджамом. Хариджиты надеялись убить «виновников» раскола мусульманской общины — Али, Муавию и Амр ибн аль-Аса, однако убить Амра и Муавию им не удалось.
Убийство Али послужило началом широкой конфронтации между суннитами, шиитами и ибадитами, один из которых убил Али. Умма разделилась на сторонников того или иного подхода.
Хасан ибн Али договорился с Муавией о том, чтобы после смерти второго власть в Халифате перешла к Хасану, однако Муавия завещал трон своему сыну Язиду и основал династию правителей. Создание в 661 г. Омейядского халифата положило конец халифату праведных халифов.
В 30-х годах VII века халифат нанёс своим главным противникам, Византии и персидскому государству Сасанидов, сокрушительное поражение. В 639 году начался поход арабов в Египет, завершившийся полным его завоеванием. После убийства двоюродного брата и зятя Мухаммеда халифа Али в 661 году трон халифата заняла династия Омейядов, и столица халифата была перенесена в Дамаск.
В результате дальнейших арабских завоеваний ислам распространился на Среднем и Ближнем Востоке, позднее — в некоторых странах Дальнего Востока, Юго-Восточной Азии, Африки. В 711 году арабы вторглись на Пиренейский полуостров, однако при дальнейшем продвижении по Европе на север они в 732 году потерпели поражение под Пуатье и остановили своё продвижение вглубь Европы.